# 카라치 대학교
카라치 대학교(우르두어: ڪراچی يونيورسٹی, 영어: University of Karachi, UoK)는 파키스탄 신드주 카라치에 위치한 공립 연구 대학이다. 1951년 6월 의회법에 의해 설립되었으며 신드 대학교(현재 잠쇼로에 위치)의 후계자로서 모신 바이그가 수석 건축가로 설계한 "신드 정부 대학교"이다.
총 41,000명의 정규 학생들로 구성된 학생 단체와 1,200에이커가 넘는 캠퍼스 규모를 가진 카라치 대학교는 과학 기술, 의학 및 사회 과학 분야의 다학제 연구로 유명한 파키스탄에서 가장 큰 대학 중 하나이다. 이 대학에는 53개 이상의 학부와 9개 학부 아래 19개의 연구소가 있다. 893명 이상의 학자들과 2,500명 이상의 지원 직원들이 이 대학을 위해 일하고 있다.
2008년, 이 대학은 《QS 세계 대학 랭킹》에 의해 세계 600위 안에 처음으로 이름을 올렸다. 2009년에, 그 대학은 세계 500대 대학 중 하나로 선정되었고, 2016년에는 아시아에서 250위 안에 들었고 세계에서 701위에 올랐다. 2019년에는 세계 801위, 아시아 251위에 올랐다. 카라치 대학교는 영국의 영연방 대학 협회의 회원이다.

## 역사
1947년 파키스탄이 주권 국가로 설립되었을 때, 파키스탄에서는 고등 교육과 연구를 위한 수단이 무시할 수 있을 정도로 줄어들었다. 고등 교육의 임박한 요구에 대응하여, 파키스탄 정부는 고등 교육과 연구의 교육 기관을 설립하기 시작했고, 따라서 리아콰트 알리 칸 총리의 지도 아래 빠른 현대화를 겪었다. 초대 부총장은 아부 바크르 아흐마드 할렘 박사였다. 1953년에 예술학부와 과학부 두 개의 학부에서 교육과 연구 활동을 시작했다.
처음 2년 동안 카라치 대학교는 부속 대학의 시험 대학으로 남아 있었다. 몇 년 동안, 등록자 수는 빠르게 증가했다. 카라치 대학교는 처음에 50명의 학생을 수용했으며, 현재 사회과학, 과학, 이슬람학, 공학, 법, 약학, 경영학, 행정학 및 의약부 산하에 53개의 학부와 20개의 연구 센터 및 기관이 있다. 이 캠퍼스의 정규 학생 수는 약 28,000명이다. 약 1,000명의 교수진과 3,000명 이상의 지원 인력이 있다.

## 캠퍼스
대학 캠퍼스 지역은 1,279에이커(5.18km2)가 넘는 땅으로, 카라치 도심에서 12km 떨어진 곳에 위치해 있다. 이 대학은 중앙아시아, 남아시아, 중동(서아시아), 유럽의 23개국에서 온 약 4%의 국제 학생들을 보유하고 있다. 그 대학은 많은 교수들이 국제적으로 명성이 높은 학자들과 학자들로 유명한 높은 교수 수준을 가지고 있다. 40년이라는 짧은 기간 동안, 그 대학은 파키스탄뿐만 아니라 그 지역의 교육 분야에서 높은 지위를 획득하기 위해 상승했다.

### 학문적 강조
이 대학의 가장 권위 있는 연구 센터는 유기 화학, 생화학, 분자 의학, 유전체학, 나노 기술 및 기타 분야에서 500명 이상의 학생들이 등록한 국제 화학 및 생물학 센터이다. 후세인 에브라힘 자말 화학 연구소, 판즈와니 박사 분자 의학 및 약물 개발 센터, 자밀 우르 라만 게놈 연구 센터는 이 다분야 연구 센터의 필수적인 부분이다. 그것은 2016년에 유네스코 우수 센터로 선정되었다. 그 대학의 물리학과와 통계학과는 잘 알려진 학과라고 주장되고 있으며, 그 연구 성과는 그 나라의 과학과 기술 발전에 중요한 역할을 하고 있다.
게다가, 수학과는 계산 수학을 위한 전자 실험실로 구성된 3층 건물을 가진 과학부에서 가장 큰 학과 중 하나이다.
건축학과는 수상 경력이 있는 디자이너, 건축가 및 예술가를 배출하여 전문 분야에서 두각을 나타내고 있다.